# 維也納蛋糕
维也纳蛋糕（德语：Randalín）是一种冰岛蛋糕，起源于19世纪，深受北美冰岛裔的欢迎。 维也纳蛋糕是千层蛋糕，由杏仁、干李子 、肉桂、香草、丁香和小豆蔻等配料制作而成，   有时也会添加杏子和大黄。 历史学家LK Bertram在其著作中探讨了这种蛋糕的历史，他认为冰岛的维也纳蛋糕是从维也纳经丹麦传入冰岛的。 维也纳蛋糕的材料适应冰岛的环境，其由杏仁和干李子为主的配方更具成本效益，并且长途运输到冰岛后不会损坏。这种菜谱是由移民到加拿大的冰岛人带到马尼托巴的，他们中的许多人最初定居在新冰岛，一个北美冰岛人聚居地。  
如今，这种蛋糕在加拿大和美国的冰岛社区比在冰岛本地更出名。  现代维也纳蛋糕与传统配方不同，通常用奶油或草莓代替干李子。 
在用餐时，蛋糕通常切成矩形，与咖啡一起上桌。 它可以与波旁口味的糖霜一起冰镇，但有些食谱严格拒绝使用含酒精的波旁糖霜，这是一些冰岛人禁酒情绪强烈所致。  